# Centralia (Illinois)
Centralia es una ciudad ubicada en el condado de Marion en el estado estadounidense de Illinois. En el Censo de 2010 tenía una población de 13032 habitantes y una densidad poblacional de 545,38 personas por km².

## Geografía
Centralia se encuentra ubicada en las coordenadas 38°31′20″N 89°7′25″O / 38.52222, -89.12361. Según la Oficina del Censo de los Estados Unidos, Centralia tiene una superficie total de 23.9 km², de la cual 21.22 km² corresponden a tierra firme y (11.2%) 2.68 km² es agua.

## Demografía
Según el censo de 2010, había 13032 personas residiendo en Centralia. La densidad de población era de 545,38 hab./km². De los 13032 habitantes, Centralia estaba compuesto por el 85.36% blancos, el 10.24% eran afroamericanos, el 0.39% eran amerindios, el 0.71% eran asiáticos, el 0.01% eran isleños del Pacífico, el 0.68% eran de otras razas y el 2.61% pertenecían a dos o más razas. Del total de la población el 2.16% eran hispanos o latinos de cualquier raza.